# Феррас, Витор
Ви́тор Ферра́с Масе́до (порт. Victor Ferraz Macedo) (14 января 1988, Жуан-Песоа) — бразильский футболист, правый защитник.

## Биография
Несмотря на то, что Витор Феррас родился в Параибе, свои первые шаги в футболе он сделал в салвадорской «Витории», куда попал в возрасте 11 лет. Затем на протяжении трёх лет он занимался в юношеской академии «Сан-Паулу». После краткосрочного пребывания в «Атлетико Паранаэнсе» Феррас перешёл в академию «Наутико». Однако когда защитнику исполнилось 19 лет, а его так и не подпускали к основному составу, он принял предложение более скромной команды «Ирати» (штат Парана), с которой заключил контракт на один год. Именно в «Ирати» Феррас дебютировал во взрослом футболе, хотя и на любительском уровне.
В 2009 году уехал в Порту-Алегри, где сперва не смог пройти в «Сан-Жозе». Феррас остался на юге Бразилии, поскольку у него не было денег на обратный билет в Ресифи. Он ночевал 40 дней на матрасе в магазине друга, после чего ему позвонили из «Сан-Жозе» и поинтересовались, находится ли он ещё в городе, поскольку команде потребовался правый защитник для участия в чемпионате штата. Феррас согласился и 25 января 2009 года дебютировал в профессиональном футболе против «Интернасьонала», за который играли футболисты национальных сборных — Андрес Д’Алессандро, Нилмар, Алекс Мескини и другие. Игра завершилась победой «Интера» 3:1.
Несмотря на неплохую игру Ферраса, «Сан-Жозе» не был готов заключить с молодым защитником долгосрочный контракт. Витор прилетел в Белен, а оттуда на пароме преодолел 600 км до Марабы, где успешно провёл чемпионат штата Пара за «Агию» (команда заняла четвёртое место). Только после этого на Витора Ферраса обратили внимание более серьёзные клубы. В августе 2010 года он стал игроком «Атлетико Гояниенсе». 8 августа 2010 года Феррас дебютировал в Серии A чемпионата Бразилии в гостевом поединке против «Сеары». Его команда сыграла вничью 0:0, а сам Витор Феррас провёл без замены весь матч. В следующем году выиграл с «Атлетико» чемпионат штата Гояс, после чего перешёл в «Вила-Нову», выступавшую в Серии B чемпионата Бразилии.
В январе 2012 года Витор Феррас перешёл в «Брагантино», за который выступал до августа, после чего был приобретён «Коритибой». Таким образом Феррас вернулся на высший уровень клубного футбола, поскольку «зелёные» играли в Серии A. С «Коритибой» защитник выиграл один трофей — чемпионат штата Парана 2013 года.
В июне 2014 года Витор Феррас стал игроком «Сантоса». Только в первый год своего пребывания в этой команде Витору приходилось испытывать серьёзную конкуренцию на своей позиции со стороны Сисиньо и Даниэла Гедеса, однако в 2015 году Сисиньо сначала получил травму, а потом перешёл в «Лудогорец», и Витор Феррас не только закрепился в основе, но и взял себе 4-й игровой номер. Значительную роль в том, чтобы «Сантос» продлил контракт с Витором Феррасом, сыграл Элано.
4 августа 2016 года Витор Феррас сыграл свой сотый матч в футболке «рыб». На «Арене Пантанал» в Куябе «Сантос» сыграл вничью с «Фламенго» — 0:0. В 2018 году стал капитаном «Сантоса», хотя и до этого периодически выводил команду с капитанской повязкой, когда травмы получал Ренато.
Витор Феррас женат, у него есть сын, родившийся в 2017 году.

## Титулы и достижения
- Чемпион штата Сан-Паулу (2): 2015, 2016
- Чемпион штата Риу-Гранди-ду-Сул (2): 2020, 2021
- Чемпион штата Парана (1): 2013
- Чемпион штата Гояс (1): 2011
- Вице-чемпион Бразилии (2): 2016, 2019
- Финалист Кубка Бразилии (1): 2015